# 2012年苏丹安-26运输机坠毁事件
2012年8月19日，一架载有苏丹政府代表团的阿尔法航空安托诺夫安-26型运输机在该国南科尔多凡州塔罗蒂附近的努巴山脉坠毁，机上32人全部罹难。代表团中有苏丹政府官员、苏丹空军军官和一个电视节目组。这次事故是阿尔法航空自2009年成立以来第一次空难，也是苏丹至今为止死亡人数第五多的航空事故。

## 事故过程
当地时间上午6:02，安-26型运输机从喀土穆国际机场起飞，约8时坠毁于塔罗蒂附近的山中。据英国广播公司报道，受沙尘暴的影响，飞机的首次降落失败，第二次尝试降落但撞山坠毁。塔罗蒂机场只有一条没有标记的跑道，长度约1,800（5,900英尺）。

## 涉事航机
事发不久后，某些媒体报道是直升机发生事故，但这些报道是错的。本次坠毁的是安托诺夫安-26运输机，注册编号ST-ARL，事发前由苏丹政府包租。这架运输机于1974年在乌克兰出厂，至1998年都在俄国境内飞行。之后它几番易主，包括亚美尼亚和利比亚的航空公司。2009年7月，阿尔法航空买下这架运输机，并于次年在乌克兰基辅对其改造。

## 机上人员
| 国籍     | 机组人数 | 乘客人数 | 总计 |
| -------- | -------- | -------- | ---- |
| 苏丹     | 26       | 3        | 29   |
| 亞美尼亞 | 0        | 1        | 1    |
| 俄羅斯   | 0        | 1        | 1    |
|          | 0        | 1        | 1    |
| 总计     | 26       | 6        | 32   |

机上的代表团是为庆祝斋月结束后的开斋节，自苏丹首都喀土穆飞往南科尔多凡州塔罗蒂的。本次飞行的机长来自俄罗斯，副机长来自苏丹，领航员来自塔吉克斯坦，飞行工程师来自亚美尼亚。

## 事后调查
一名苏丹民用航空局官员声称事发的主要原因是恶劣的天气，该国官方通讯社也发表了类似的看法。苏丹情报部长艾哈迈德·比拉尔·奥斯曼补充说，安-26运输机曾尝试在塔罗蒂着陆，但由于天降大雨，能见度“几乎为零”而撞山。
事故两天后（8月21日），苏丹民用航空局长向总统奥马尔·巴希尔提交了辞呈，但巴希尔拒绝了他的辞呈并要求其改革。
8月24日，塔罗蒂政府报告已从事发地点找到机上的飞行记录仪。